# Románia az 1952. évi téli olimpiai játékokon
Románia a norvégiai Oslóban megrendezett 1952. évi téli olimpiai játékok egyik részt vevő nemzete volt. Az országot az olimpián 3 sportágban 16 sportoló képviselte, akik érmet nem szereztek.

## Alpesisí
Férfi
| Versenyző       | Versenyszám      | 1. futam | 1. futam | 2. futam | 2. futam | Összesítés | Összesítés |
| Versenyző       | Versenyszám      | Idő      | Hely.    | Idő      | Hely.    | Idő        | Helyezés   |
| --------------- | ---------------- | -------- | -------- | -------- | -------- | ---------- | ---------- |
| Mihai Bîră, Sr. | Lesiklás         |          |          |          |          | 2:54,4     | 35.*       |
| Mihai Bîră, Sr. | Műlesiklás       | 1:09,5   | 42.*     | kiesett  | kiesett  | kiesett    | kiesett    |
| Mihai Bîră, Sr. | Óriás-műlesiklás |          |          |          |          | 2:53,0     | 45.        |
| Ion Caşa        | Lesiklás         |          |          |          |          | 3:26,4     | 59.        |
| Ion Coliban     | Műlesiklás       | 1:16,6   | 57.*     | kiesett  | kiesett  | kiesett    | kiesett    |
| Ştefan Ghiţă    | Műlesiklás       | 1:17,6   | 59.      | kiesett  | kiesett  | kiesett    | kiesett    |
| Ştefan Ghiţă    | Óriás-műlesiklás |          |          |          |          | 3:06,7     | 64.        |
| Andrei Kovacs   | Műlesiklás       | 1:31,0   | 77.      | kiesett  | kiesett  | kiesett    | kiesett    |
| Radu Scîrneci   | Lesiklás         |          |          |          |          | kizárták   | kizárták   |
| Radu Scîrneci   | Óriás-műlesiklás |          |          |          |          | 3:00,1     | 54.        |
| Dumitru Sulică  | Lesiklás         |          |          |          |          | 3:07,3     | 51.        |
| Dumitru Sulică  | Óriás-műlesiklás |          |          |          |          | 3:01,7     | 59.        |

* - egy másik versenyzővel azonos eredményt ért el

## Északi összetett
| Versenyző              | Síugrás  | Síugrás  | Síugrás  | Síugrás  | Síugrás  | Síugrás  | Síugrás | Síugrás | Sífutás | Sífutás | Sífutás | Összesítés | Összesítés |
| Versenyző              | 1. ugrás | 1. ugrás | 2. ugrás | 2. ugrás | 3. ugrás | 3. ugrás | Össz.   | Össz.   | Sífutás | Sífutás | Sífutás | Összesítés | Összesítés |
| Versenyző              | Távolság | Pont     | Távolság | Pont     | Távolság | Pont     | Pont    | Hely.   | Idő     | Pont    | Hely.   | Pont       | Helyezés   |
| ---------------------- | -------- | -------- | -------- | -------- | -------- | -------- | ------- | ------- | ------- | ------- | ------- | ---------- | ---------- |
| Cornel Nicolae Crăciun | 57,5     | (92,0)   | 56,5     | 94,5     | 59,5     | 96,0     | 190,5   | 16.     | 1:17:11 | 186,121 | 20.     | 376,621    | 19.        |

## Sífutás
Férfi
| Versenyző                                                      | Versenyszám     | Eredmény | Helyezés |
| -------------------------------------------------------------- | --------------- | -------- | -------- |
| Cornel Nicolae Crăciun                                         | 18 km           | 1:17:11  | 68.      |
| Moise Crăciun                                                  | 18 km           | 1:14:41  | 61.*     |
| Constantin Enache                                              | 18 km           | 1:11:00  | 39.      |
| Florea Lepădatu                                                | 18 km           | 1:15:42  | 63.      |
| Dumitru Frăţilă                                                | 50 km           | 4:30:13  | 24.      |
| Ion Hebedeanu                                                  | 50 km           | 4:47:58  | 32.      |
| Gheorghe Olteanu                                               | 50 km           | 4:23:08  | 22.      |
| Ion Sumedrea                                                   | 50 km           | 4:24:45  | 23.      |
| Moise Crăciun Manole Aldescu Dumitru Frăţilă Constantin Enache | 4 × 10 km váltó | 2:38:23  | 10.      |

* - egy másik versenyzővel azonos eredményt ért el